# Готфрид I, граф Шпонгейма

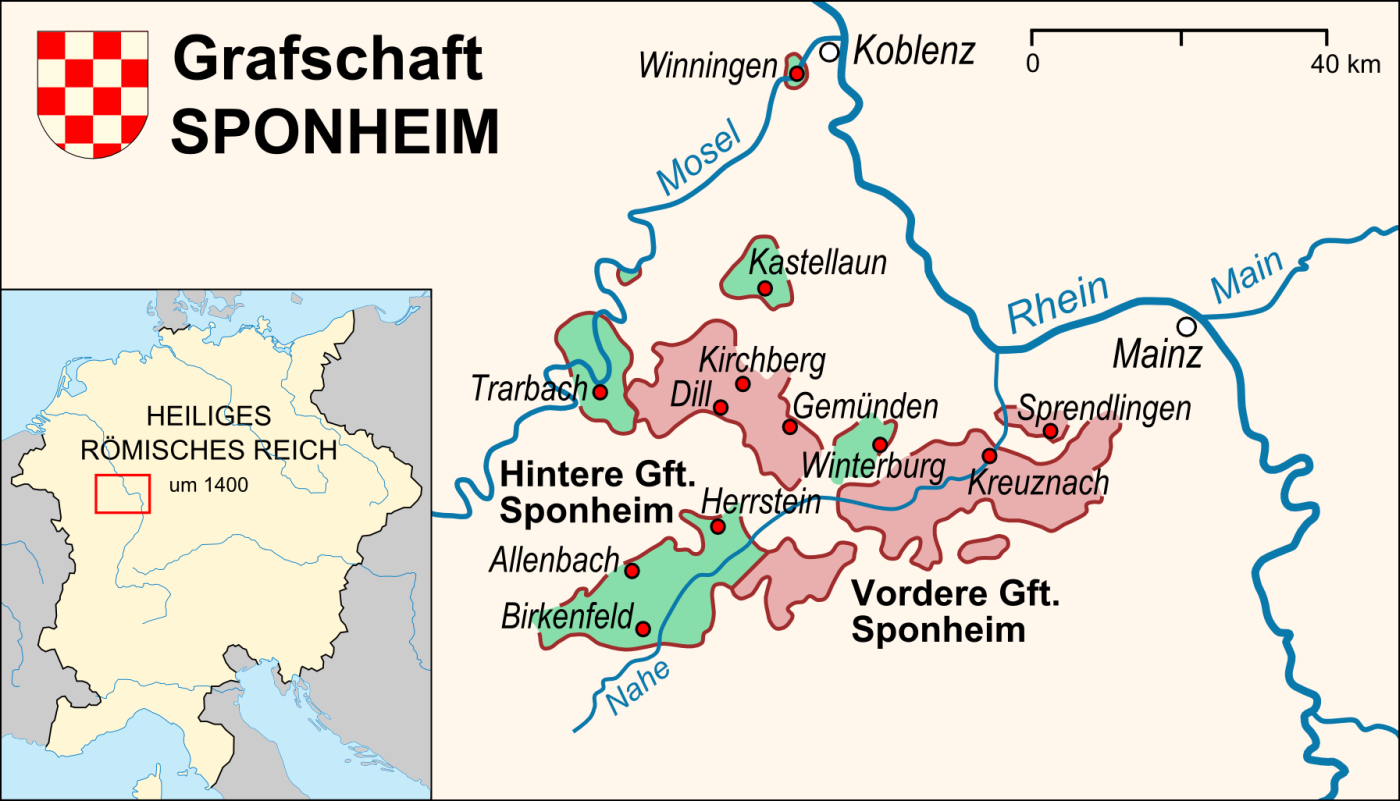

Готфрид I (нем. Gottfried I von Sponheim; ум. не ранее 1183) — граф Шпонгейма с не позднее 1136 года.

## Биография
Сын Мегинхарда фон Шпонгейма и Мехтильды фон Мёрсберг. Упоминается в хартиях 1136 и 1183 годов и назван в числе присутствующих на праздновании королём Пасхи в Вормсе в 1155 году.
В некоторых источниках датой его рождения назван 1115 год на том основании, что в хартии 1136 года он указан в качестве свидетеля, что предполагает совершеннолетие.
Согласно Europäische Stammtafeln, граф Готфрид фон Шпонгейм, указанный в хартиях 1136 и 1183 годов — это два разных человека, Готфрид I (ок. 1115—1160) и его младший сын Готфрид II (1150—1185). Это утверждение основано на том, что в то время продолжительность жизни мужчин очень редко превышала 60 лет. Но если отодвинуть дату рождения на 1122 год (теоретически он мог быть указан в хартии 1136 года в качестве свидетеля в подростковом возрасте), всё становится на свои места. К тому же сама та хартия и её текст не сохранились, на неё просто даётся ссылка, в которой могла быть перепутана дата.

## Семья
Имя и происхождение жены не выяснены. Дети:
- Вальрам, граф Шпонгейма, упом. 1187, ум. до 1200
- Генрих I (ум. 1197/1200), граф Шпонгейма
- Симон, упом. 1183
- Альберт (ум. до 1200), граф Шпонгейма
- Людвиг (ум. до 1200), граф Шпонгейма.

Внук Готфрида I Готфрид III (II) к 1200 году стал единоличным правителем графства Шпонгейм.